# 工藤彰三
工藤 彰三（くどう しょうぞう、1964年〈昭和39年〉12月8日 - ）は、日本の政治家。自由民主党所属の衆議院議員（5期）。
内閣府副大臣、国土交通大臣政務官、自由民主党内閣第一部会長、名古屋市会議員（2期）等を歴任。
父は、愛知県議会議員、名古屋市会議長（1994年5月 - 1995年4月）を務めた工藤恭弘。

## 経歴
愛知県名古屋市熱田区生まれ（現住所は同市熱田区四番2丁目）。名古屋市立船方小学校、東海中学校・高等学校卒業。籠橋寛典中部国際空港社長は中学・高校の同級生。学生時代は野球に打ち込む。ポジションは投手。1年浪人して中央大学商学部会計学科に入学。社会人野球または高校の野球の指導者に進むことを望んでいたが、肩を壊し、チリ紙交換の仕事をした。同校を8年かけて卒業した。
1986年（昭和61年）8月から1996年（平成8年）10月まで、衆議院議員秘書。1992年（平成4年）12月から1993年（平成5年）7月まで、衆議院議員の片岡武司の秘書。1996年（平成8年）11月から2003年（平成15年）3月まで、名古屋市会議員秘書。
2003年4月、名古屋市会議員選挙の熱田区選挙区で初当選。2007年（平成19年）、再選。
2012年（平成24年）、第46回衆議院議員総選挙で愛知4区に自由民主党公認で立候補し、前職で日本未来の党の牧義夫を22,202票差で破り、初当選した。2014年（平成26年）、第47回衆議院議員総選挙で再選（維新の党から立候補した牧義夫は比例復活で当選）。2017年（平成29年）、第48回衆議院議員総選挙で3選。
2018年（平成30年）10月4日、第四次安倍改造内閣にて、国土交通大臣政務官に就任。
2021年（令和3年）10月31日の第49回衆議院議員総選挙で4選。
同年11月、自由民主党内閣第一部会長（宮内庁、会計検査院、警察庁、食品安全、消費者庁、海洋政策、領土問題、国土強靭化、産業競争力、防災、少子化対策、サイバーセキュリティ、女性活躍、一億総活躍、働き方改革、拉致問題、男女共同参画、東京オリンピック・パラリンピックなどの分野を担当）に就任。
2023年（令和5年）9月15日、第2次岸田第2次改造内閣にて、内閣府副大臣（危機管理、国際平和協力本部、迎賓館、沖縄基地負担軽減、拉致問題、こども家庭庁、男女共同参画、少子化対策、市民活動の促進、女性活躍、孤独・孤立対策、2025年国際博覧会、沖縄振興、北方対策、地方創生、国家戦略特別区域、構造改革特区、道州制、消費者庁、食品安全、アイヌ施策、公文書管理、PFIなどの担当）に就任。
2024年（令和6年）9月12日、自民党総裁選挙が告示され、工藤が所属する麻生派からは河野太郎が立候補した。投票日前日の9月26日夜、麻生派幹部6人は都内のホテルに集まり、決選投票に高市早苗が残った場合は高市を支持する方針を決定した。会長の麻生太郎はさらに踏み込み、河野などの陣営に入っていた派閥メンバーに対し、側近議員を通じて「1回目の投票から高市に入れろ」と指示を飛ばした。同日22時半頃、産経新聞は、麻生が1回目の投票から高市を支援するよう自派閥の議員に指示を出したことをスクープした。9月27日総裁選執行。高市は1回目の議員投票で、報道各社の事前調査での30～40票を大きく上回る72票を獲得した。党員数と合わせた得票数は1位だったが、決選投票で石破茂に敗れた。工藤は1回目の投票については、中日新聞の取材に対し、投票先を公表しなかった。決選投票では高市に投じた。
同年10月27日の第50回衆議院議員総選挙で牧義夫に敗れたものの比例復活で5選。

## 政策・主張

### 憲法
- 憲法改正について、2021年のアンケートでは「賛成」と回答[21]。

- 憲法9条への自衛隊の明記について、2021年のアンケートで「賛成」と回答[22]。

- 改正すべき項目として「自衛隊の保持を明記する」「集団的自衛権の保持を明記する」「環境権に関する条項を新設する」「プライバシー権に関する条項を新設する」「教育の充実に向けた環境整備を行う旨を明記する」「憲法改正の発議要件を各院の過半数にする」「緊急事態に関する条項を新設する」と主張[21]。

- 憲法を改正し緊急事態条項を設けることについて、2021年の毎日新聞社のアンケートで「賛成」と回答[23]。

### 外交・安全保障
- 「他国からの攻撃が予想される場合には敵基地攻撃もためらうべきではない」との問題提起に対し、2021年のアンケートで「どちらかといえば賛成」と回答[21]。

- 「北朝鮮に対しては対話よりも圧力を優先すべきだ」との問題提起に対し、2021年のアンケートで「どちらかといえば賛成」と回答[21]。

- 普天間基地の辺野古移設について、2021年のアンケートで「どちらかといえば賛成」と回答[21]。

- 徴用工訴訟などの歴史問題をめぐる日韓の関係悪化についてどう考えるかとの問いに対し、2021年の毎日新聞社のアンケートで「より強い態度で臨む」と回答[23]。

- 従軍慰安婦に対する旧日本軍の関与を認めた「河野談話」の見直し論議について、2014年の毎日新聞社のアンケートで、選択肢以外の回答をした[24]。

### ジェンダー
- 選択的夫婦別姓制度の導入について、2021年の朝日新聞社のアンケートで「どちらとも言えない」と回答[21]。同年のNHKのアンケートで「どちらかといえば反対」と回答[22]。

- 同性婚を可能とする法改正について、2021年の朝日新聞社のアンケートで「どちらかといえば反対」と回答[21]。同年のNHKのアンケートで「どちらかといえば賛成」と回答[22]。

- 「LGBTなど性的少数者をめぐる理解増進法案を早期に成立させるべきか」との問題提起に対し、2021年のアンケートで「どちらかといえば反対」と回答[21]。

- クオータ制の導入について、2021年のアンケートで「どちらかといえば賛成」と回答[22]。

### その他
- 「原子力発電への依存度について今後どうするべきか」との問題提起に対し、2021年のアンケートで「現状を維持すべき」と回答[22]。

- 新型コロナウイルス対策として、消費税率の一時的な引き下げは「必要でない」と回答[22]。

- 「『道徳』を小中学校の授業で教え、子供を評価することに賛成か、反対か」との問いに対し、2014年の毎日新聞社のアンケートで「賛成」と回答[24]。

- 森友学園への国有地売却をめぐる公文書改竄問題で、2021年5月6日、国は「赤木ファイル」の存在を初めて認めた[25]。しかし5月13日、菅義偉首相はファイルの存在を踏まえた再調査を行わない考えを報道各社に書面で示した[26]。9月の自民党総裁選挙で総裁に選出された岸田文雄も10月11日、衆議院本会議の代表質問で再調査の実施を否定した[27]。国の対応をどう考えるかとの問いに対し、2021年の毎日新聞社のアンケートで「これ以上、調査や説明は必要ない」と回答[23]。

## 問題発言・不祥事

### 「義務教育受けたのか」発言
2015年5月29日、衆議院の文部科学委員会において、名古屋市長の河村たかしについて、「本当に義務教育を受けてきたんだろうかと思える」などと述べた。これに対し、河村は「私を選んだ市民への侮辱だ」と批判したが、工藤は「謝罪する気はない」と述べている。

### フェイスブック投稿に対する反応
2017年東京都議会議員選挙での安倍晋三首相の街頭演説中、安倍に対して「辞めろ」とコールした聴衆を「共謀罪」の疑いで「逮捕すべし!」と求めるフェイスブック（FB）の投稿に対し、「いいね!」ボタンを押していた。朝日新聞の取材に、事務所を通して「昨晩、間違って押してしまった。今後は気をつけていきたい」。取材後、「いいね!」を取り消した。

### 政治資金収支報告書の不記載
2018年10月15日、工藤が代表を務める二つの政治団体が2013年～2015年、名古屋市内のホテルなどで会費を集めた大規模な集会を5回開きながら政治資金収支報告書に一切記載していなかったことが判明した。2団体は、名古屋市が拠点の資金管理団体「彰友会」と、「自民党愛知県第4選挙区支部」。

## 人物

### 統一教会との関係
- 2015年8月26日、世界基督教統一神霊協会は、文化庁から「世界平和統一家庭連合」への改称を認証された[32][33]。同年10月13日、名称変更に伴う出帆大会が1万人の信者を集めて幕張メッセで開催され、工藤は来賓として祝辞を述べた[34]。

- 2017年11月16日、統一教会は、名古屋市の愛知県体育館で大規模集会「2017孝情文化フェスティバルin NAGOYA」を開催。教団の韓鶴子総裁を迎えた同集会に、工藤は池田佳隆、根本幸典、鈴木克昌とともに来賓として出席した。このうち、工藤と池田は壇上で祝辞を述べた。工藤は祝辞の中で、教団の聖地である韓国清平へ2回も行ったと明かした[35]。

- 2018年7月1日、統一教会が、韓総裁を主賓に迎えて「日本宣教60周年 2018神日本家庭連合 希望前進決意2万人大会」をさいたまスーパーアリーナで開催した。来賓として、工藤、柳本卓治、三ッ林裕巳、神山佐市、本村賢太郎、宮島喜文の6人の国会議員が招かれた。工藤は祝辞で「このような素晴らしい大会にお招きいただきお礼申し上げます。3年前、世界平和統一家庭連合、この家庭という文言が入るセレモニーで間違えてしまいました。真（まこと）のお父様を真（まこと）の親方様と言ってしまいました。今日は皆様とともに韓鶴子総裁まことのお母さまとともにこのようなお祝いの場を設けることができた、本当に嬉しく思います」と述べた[36]。

- 2019年10月5日、統一教会の友好団体の天宙平和連合（UPF）が名古屋市内のホテルで「ジャパンサミット＆リーダーシップカンファレンス」を開催した。工藤は来賓として出席[37]。

- 同年10月6日、常滑市の愛知県国際展示場で「孝情文化祝福フェスティバル 名古屋4万名大会」が開催された[38]。4000組8000名が「既成祝福」を受け、県議会議員と市議会議員合わせて70組の中から36組72名の夫婦が代表家庭として登壇し、成婚の儀式を行った。また、70人の地方議員が教団信者となった[39]。工藤はこの集会に、池田佳隆、鈴木克昌、東郷哲也とともに来賓出席した[39][37]。そして「韓総裁のご指導で家庭再建、真の家庭運動について、結婚と家庭の価値の重要性を訴え、夫婦の絆を訴えていることに心から敬意を表したい」と祝辞を述べた[40]。このイベントの運営にかかわった教団関連の政治活動団体「世界平和連合」の関係者によると、工藤とは日ごろから後援会行事に顔を出すなど付き合いを重ね、選挙戦では有権者に投票を呼び掛ける電話担当などをして運動員を派遣[41]。「演説会をやるので聞いてほしいと頼まれ、SNSで仲間に動員を呼びかけた」とした。

- 2021年6月11日、天宙平和連合が創設した世界平和国会議員連合の日本の議員連盟「日本・世界平和議員連合懇談会」の総会が衆議院第一議員会館で開催。工藤を含む20人の国会議員が出席した[42]。同議連は前年に設立された団体で、初代会長は大野功統だった[43][44]。総会で会長に選出された原田義昭は6月15日、フェイスブックにその旨を記載するとともに、出席議員と国際勝共連合会長の梶栗正義がガッツポーズをする写真を掲載した[42][44]。翌16日、原田は投稿から写真だけ削除した[45]。教団は同年10月の衆院選に立候補した議連参加者を支援し、電話かけなどを熱心に行った[42]。

- 2021年11月5日、世界平和連合の中部地区常任講師や国際勝共連合愛知県本部の代表を務めるS[46]は、5日前に実施された衆院選「第3地区」を総括する33ページにわたる内部資料を作成した。教団は日本を5地区に分けており、第3地区は東海北陸信越近県に及ぶ中部地区一帯を指す。同資料には、本部から「勝共推進国会議員の全員当選」の要請があったこと、電話作戦は昼間は教団婦人部が行い夜間は青年学生が行うこと、党の機関紙『自由民主』を壮年が朝晩に配布すること、小選挙区の当落予想などが明記された[47]。

- 2021年、天宙平和連合が主催する自転車イベント「ピースロード」の実行委員長を名古屋市会議員の藤田和秀とともに務めた。2022年も実行委員長に就いたが、安倍晋三銃撃事件の影響でこの年のピースロードは中止となった[48]。

- 2022年7月26日、世界平和連合から選挙応援を受けてきたことを明らかにした。毎日新聞の取材に「2期目の選挙から支援してもらっている。電話作戦などを丁寧にしてくれる」と話した。団体側も工藤を選挙で支援してきた事実を認めた。そして工藤は教団側が掲げる「反共主義」と「意識が同じ」だと述べた。また、自主憲法の制定なども「政治的信条が自分と合う」と述べ、教団側に年会費を払っていたことも明かした。統一教会をめぐっては、霊感商法や多額の献金が問題視されているが、「破壊的なカルトや反社と認定されている団体なら付き合わないが、決してそういうわけではない」と、むしろ擁護する発言をした。今後の付き合いについても「何も変えるつもりはない」と語った[41][49]。

- 2022年8月10日、中日新聞社が中部6県の全73人の衆参国会議員を対象に実施したアンケートを公表。全体の4人に1人が統一教会と何らかの関わりを持っていたことが明らかとなった[50]。工藤ら10人の同党議員はアンケートに答えることを拒否した[50]。

- 2022年7月から8月にかけて、共同通信社は、全国会議員712人を対象に、統一教会との関わりを尋ねるアンケートを実施。8月31日に各議員の回答の全文を公表した。岸田文雄首相は8月8日の自民党臨時役員会で、統一教会をめぐり「政治家の責任で関係をそれぞれ点検し、適正に見直してもらいたい」と述べ、党所属国会議員全員に通達するよう指示[51]しながらも、自身はアンケートに答えることを拒否した[注 1]。工藤もアンケートに答えることを拒否した[56][57]。

- 2023年11月16日、衆議院消費者問題特別委員会で、日本共産党の本村伸子は工藤に韓鶴子と何回会ったかと尋ねた。工藤は「確か5回お会いした」と答えた。工藤の内閣副大臣としての担当の一つは消費者庁で、同庁は教団の問題をきっかけに成立した不当寄付勧誘防止法を所管している。それを踏まえ、本村は「工藤氏は副大臣にふさわしくないと岸田総理に進言すべき」だと指摘した[58]。

### その他
- 家族は妻と長男[59]。

## 所属団体・議員連盟
- 自民党水素社会推進議員連盟　事務局長
- 自民党リニア新幹線推進議員連盟　事務局長
- 自民党たばこ議員連盟[60]
- 日本会議国会議員懇談会[61]
- 神道政治連盟国会議員懇談会[61]
- みんなで靖国神社に参拝する国会議員の会[61]

## 選挙歴
| 当落 | 選挙                     | 執行日         | 年齢 | 選挙区       | 政党       | 得票数    | 得票率 | 定数 | 得票順位 /候補者数 | 政党内比例順位 /政党当選者数 |
| ---- | ------------------------ | -------------- | ---- | ------------ | ---------- | --------- | ------ | ---- | ------------------ | ---------------------------- |
| 当   | 2003年名古屋市会議員選挙 | 2003年4月13日  | 38   | 熱田区選挙区 | 自由民主党 | 6490票    | ――     | 3    | 2/4                | /                            |
| 当   | 2007年名古屋市会議員選挙 | 2007年4月8日   | 42   | 熱田区選挙区 | 自由民主党 | 7830票    | ――     | 2    | 2/3                | /                            |
| 当   | 第46回衆議院議員総選挙   | 2012年12月16日 | 48   | 愛知県第4区  | 自由民主党 | 6万3932票 | 34.03% | 1    | 1/5                | /                            |
| 当   | 第47回衆議院議員総選挙   | 2014年12月14日 | 50   | 愛知県第4区  | 自由民主党 | 6万6213票 | 38.58% | 1    | 1/4                | /                            |
| 当   | 第48回衆議院議員総選挙   | 2017年10月22日 | 52   | 愛知県第4区  | 自由民主党 | 7万6446票 | 76,446 | 1    | 1/3                | /                            |
| 当   | 第49回衆議院議員総選挙   | 2021年10月31日 | 53   | 愛知県第4区  | 自由民主党 | 7万8004票 | 43.72% | 1    | 1/3                | /                            |
| 比当 | 第50回衆議院議員総選挙   | 2024年10月27日 | 56   | 愛知県第4区  | 自由民主党 | 5万4385票 | 31.08% | 1    | 2/5                | 6/7                          |